# Каменец (река)
Каменец, устар. Каменица — река в Тверской области России, в бассейне Западной Двины. Длина реки составляет около 8 км.
Протекает по территории Андреапольского района. Вытекает из озера Каменное на высоте 247,2 метра над уровнем моря, течёт сначала в южном, потом в восточном направлении. Ширина реки в нижнем течении до 10 м, глубина до 2 м. Скорость течения — 0,3 м/с. Впадает с юго-запада в озеро Лучанское, из которого вытекает река Говщина.
Населённых пунктов на берегу реки нет. Ранее на Каменце располагалась деревня Внучки.